# یواس‌اس کور (سی‌وی‌ئی-۱۳)
یواس‌اس کور (سی‌وی‌ئی-۱۳) (به انگلیسی: USS Core (CVE-13)) یک کشتی بود که طول آن ۴۹۵٫۷ فوت (۱۵۱٫۱ متر) بود. این کشتی در سال ۱۹۴۲ ساخته شد.